# Breath of Fire
Breath of Fire (ブレスオブファイア, Buresu obu Faia) är en serie datorrollspel utvecklat av japanska spelföretaget Capcom. Första spelet i serien kom ut i Japan år 1993 till Super Nintendo.
Spelserien är känd för att ha återkommande teman och karaktärer. I varje spel är huvudkaraktären den blåhåriga äventyraren Ryu, som kan förvandla sig till olika drakar, och Nina, en ung flicka med vingar.
Första två spelen i serien har en medeltida, västerländskt tema. Förhoppningen var då att spelen skulle tilltala även den västerländska spelmarknaden. Efter japanska rollspelens framgång under 1990-talet kunde Capcom ändra tematik i Breath of Fire-serien, och tog in flera japanska kulturella influenser i nästkommande tredje och fjärde spelet. I femte spelet kan man se en tydlig ändring, med post-apokalyptiska inslag och annorlunda stridsmekanik. Alla spelen har en linjär berättelsefokuserad spelmekanik i grunden.
År 2016 har det släppts sex stycken spel i Breath of Fire-serien, varav tre har portats till handhållna konsoler och Nintendos Virtual Console, och två som har portats till Super Nintendo spelbiblioteket på Nintendo Switch-konsolen. 

## Spel i serien
| Titel på spel | Detaljer |
| --- | --- |
| Breath of Fire Lanserad: - JP: 3 april, 1993 - NA: 10 augusti, 1994 - EU: 14 december, 2001 (GBA)                | Utgivningsår: 1993 — Super Nintendo Entertainment System 2001 — Game Boy Advance 2015 — Wii U 2016 — New Nintendo 3DS 2019 — Nintendo Switch                                                                                    |
| Breath of Fire II Lanserad: - JP: 2 december, 1994 - NA: 10 december, 1995 - EU: 25 april, 1996                  | Utgivningsår: 1994 — Super Nintendo Entertainment System 2001 — Game Boy Advance 2013 — Wii U 2016 — New Nintendo 3DS 2019 — Nintendo Switch                                                                                    |
| Breath of Fire III Lanserad: - JP: 11 september, 1997 - NA: 30 april, 1998 - EU: 8 oktober, 1998                 | Utgivningsår: 1997 — PlayStation 2005 — PlayStation Portable |
| Breath of Fire IV Lanserad: - JP: 27 april, 2000 - NA: 28 november, 2000 - EU: 3 augusti, 2001                   | Utgivningsår: 2000 — PlayStation 2003 — Microsoft Windows |
| Breath of Fire: Dragon Quarter Lanserad: - JP: 14 november, 2002 - NA: 16 februari, 2003 - EU: 28 november, 2003 | Utgivningsår: 2002 — PlayStation 2 |
| Breath of Fire 6 Lanserad: - JP: 26 februari, 2016, JP: 26 juli, 2021 (Nintendo Switch)                          | Utgivningsår: 2016 — Microsoft Windows, Android, iOS, Nintendo Switch Noteringar: Breath of Fire 6 var ett onlinebaserat multiplayer rollspel som lanserades i Japan februari 2016. Spelets servrar lades ner i september 2017. |

### Mobilspel
Fyra mobilspel i Breath of Fire-serien släpptes enbart i Japan. Spelen krävde oftast en specifik mobiltelefon och operatör. Första mobilspelet Breath of Daifugō (ブレス オブ 大富豪) släpptes 2003, och var en variant av japanska kortspelet daifugō. Nästa mobilspelet Breath of Fire: Ryū no Tsurishi (ブレス オブ ファイア 竜の釣り師) släpptes 2005, och var ett fiskespel, lik den minispel man kan spela i Breath of Fire IV. Efter dessa släpptes två action rollspel, Breath of Fire IV: Honō no Ken to Kaze no Mahō (ブレスオブファイアIV 炎の剣と風の魔法) år 2007, och Breath of Fire IV: Yōsei-tachi to Hikari no Kagi (ブレスオブファイアIV 妖精たちと光のカギ) år 2008. Alla fyra mobilspel inkluderade karaktärer från Breath of Fire IV.

## Synopsis
Alla spelen i serien kretsar kring huvudkaraktären Ryu och hur han måste besegra en fiende med nästintill gudomliga krafter. I varje spel är Ryu den sista överlevande karaktären av Dragon clan, drakarnas klan. Under spelens gång träffar han på Nina, en ung flicka från Wing clan i staden Wyndia, och flera andra karaktärer som hör till någon klan, så som Manillo clan, Woren clan eller Fae clan.

## Utveckling

### Bakgrund
Spelföretaget Capcom släppte första tv-spelen till Super Famicom (japanska Super Nintendo) år 1985. Nästa år 1986 lanserade spelföretaget Enix Dragon Quest, som populariserade och definierade rollspelsgenret inom tv-spel i Japan. Squares rollspelserie Final Fantasy släpptes året därpå till Famicom och kom att bli en av de mest populära rollspelserien genom tiderna. Först år 1993 lanserade Capcom första Breath of Fire spelet, som var deras första bidrag till rollspel för Super Famicom.

## Lansering och mottagande
Sedan femte spelet släpptes har 3,2 miljoner exemplar sålts inom serien, vilket gör Breath of Fire en av Capcoms mest kända och bäst säljande rollspel. Varje spel sålde successivt mer än sin företrädare vid lansering, men vid femte spelet kan man se en tydlig nergång i försäljning.
Varje spel i serien har fått till stor del positiva betyg. I maj 2009 röstade läsarna av japanska Famitsu-tidningen fram den spelserie dom helst ville se återupplivas och Breath of Fire röstades på sjätte plats. I juni 2010 nominerade IGN Breath of Fire som Capcoms fjärde bästa franchise.

### Seriens framtid
I december 2008 svarade Keiji Inafune, produktionsansvarig på Capcom att Breath of Fire-serien skulle läggas på is tills vidare. Vice VD på Capcom USA Chris Svensson skrev i juni 2009 att det för närvarande inte är aktuellt att återuppliva spelserien.
Spelföretaget Camelot Software Planning har visat intresse i att återuppliva spelserien. I en artikel från februari 2020 skriver Kotaku att "Breath of Fire-serien borde göra ett comeback".